# Toksoplazmoza
Toksoplazmoza je parazitska bolest koju uzrokuje protozoon imena Toxoplasma gondii. Najviše su ugrožene toplokrvne životinje, uključujući time i ljude, ali primarni domaćin je mačka. Životinje se zaraze preko zaraženog mesa, u kontaktu s mačjim fekalijama ili prijenosom s majke na fetus. Iako su se mačke pokazale kao primarni domaćin odnosno širitelj zaraze, ljudi se mogu zaraziti i preko zaraženog nedovoljno termički obrađenog mesa.
Procjenjuje se da jedna trećina svjetskog stanovništva nosi infekciju toksoplazmom.
Za vrijeme prvih nekoliko tjedana zaraze, infekcija može uzrokovati laganu bolest nalik gripi. Nakon toga, parazit rijetko uzrokuje ikakve simptome kod inače zdravih osoba. Premda, osobe s oslabljenim imunološkim sustavom, kao što je u slučaju HIV-a ili fetusa, mogu postati ozbiljnije bolesne što može imati i smrtonosne posljedice. Parazit također može uzrokovati encefalitis (upalu mozga) i neurološke bolesti, može utjecati na srce, jetru i oči (retinokorioiditis). Ako se inficira fetus, mogu nastati lezije posebice u moždanom tkivu, žilnice i mrežnice. U slučaju da su lezije proširene, može doći do smrti fetusa. U liječenju toksoplazmoze koristi se kombinacija dva lijeka, pirimetamina i sulfadiazina.